# Pseudotaranis
Pseudotaranis là một chi ốc biển, là động vật thân mềm chân bụng sống ở biển trong họ Turridae.

## Các loài
Các loài thuộc chi Pseudotaranis bao gồm:
- Pseudotaranis hyperia (Dall, 1919)[2]